# Georges Omry
Georges Antonin Henri Mory dit Georges Omry, né le 21 avril 1880 dans le 4e arrondissement de Paris et porté disparu le 7 novembre 1914 près de Vienne-le-Château, est un artiste peintre français, dessinateur, auteur de bandes dessinées spécialisé dans les récits historiques, l'aventure et le merveilleux. 
Pilier des illustrés des éditions Arthème Fayard au dessin marqué par l'Art nouveau, il a ensuite été oublié.

## Biographie
Étudiant à l'École nationale des arts décoratifs et à l'Académie Julian, Georges Mory publie ses premiers dessins en 1897 dans L'Autocycle Illustré, puis collabore au journal humoristique Le Pêle-Mêle (1899), au Bon Vivant (1900) et au Frou-frou (1900-1903). Après son service militaire, il entre chez Arthème Fayard, à la fois dans La Jeunesse illustrée (lancé en mars 1903), La Vie Amusante et Les Belles Images (lancé en avril 1904).
Dans le premier illustré, il crée surtout des récits s'étalant sur quelques numéros : histoires d'aventures, légendes, quelques récits humoristiques. Son succès semble être immédiat puisqu'il compose entièrement le numéro de Noël 1903, ainsi que celui des vacances d'été 1904. Dans le second, il propose une Histoire de France par l'image, dont le caractère édifiant va de pair avec une propension à l'allégorie et au mythe. Publiée en couleur, chaque semaine en 1904 puis toutes les deux semaines en alternance avec des récits courts, c'est une des principales séries du périodique. 
Mobilisé en août 1914 au début de la Première Guerre mondiale comme soldat au 128e régiment d'infanterie, Omry est porté disparu le 7 novembre dans le bois de la Gruerie à proximité de Vienne-le-Château,. Quelques-unes de ses histoires sont encore éditées dans les années suivantes. Identifiée ultérieurement, sa dépouille repose dans la Nécropole nationale de Sainte-Menehould.

## Dessin

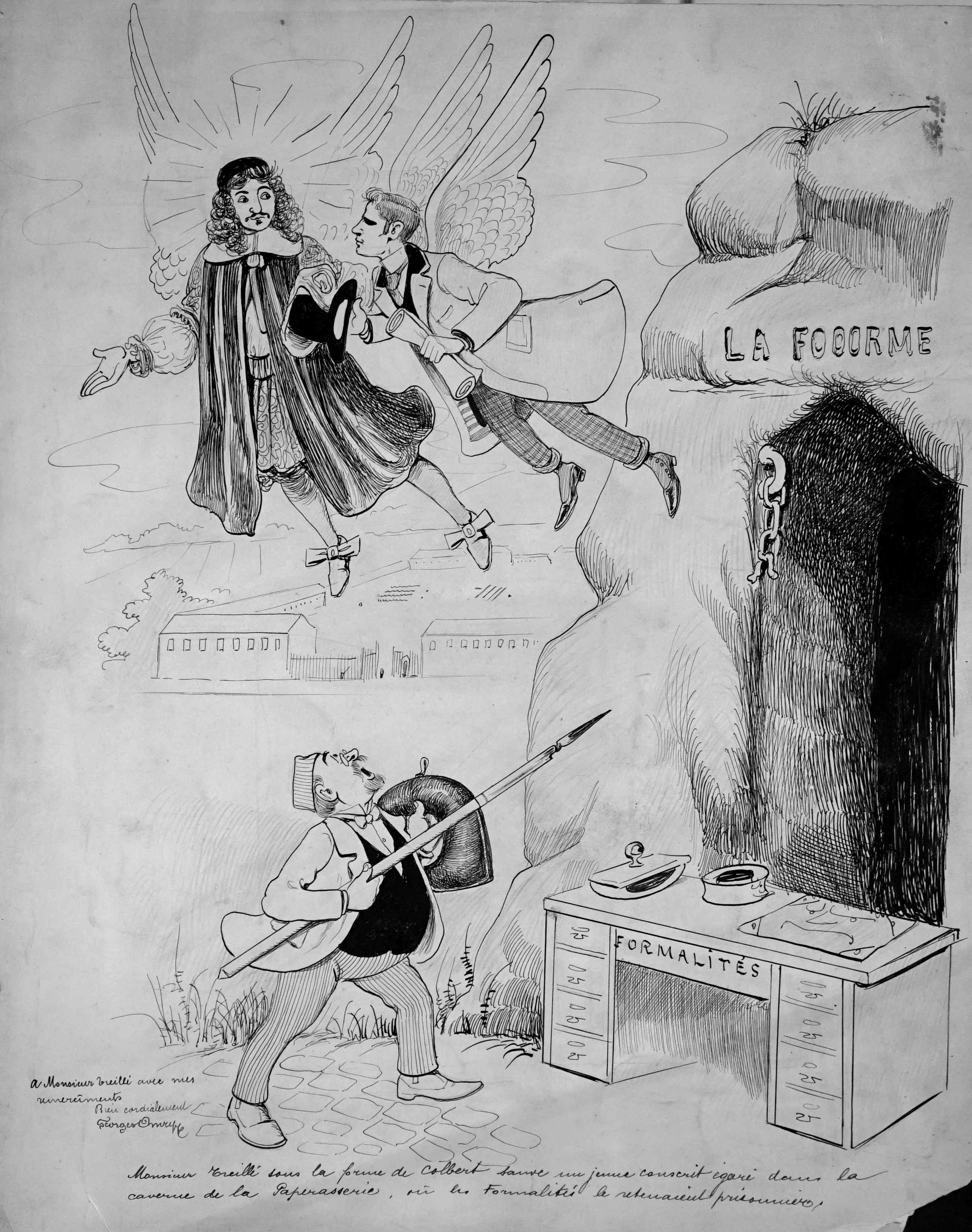
G. Omry, ailé, est sauvé des formalités par Treilli.

Le dessin d'Omry participait à son succès. Utilisant quasi exclusivement le modelé par le trait, l'auteur est dans l'air du temps, « exprimant le volume intérieur par l'arabesque du contour, à la manière japonaise très en vogue à l'époque » et cernant ses personnages de traits épais à la manière de Mucha. Ces caractéristiques en font un auteur facile à imprimer, ses illustrations s'accommodant bien de couleurs en aplats. Ses chevaux rappellent Paolo Uccello ou Albrecht Dürer, et l'influence de Caran d'Ache est patente dans ses histoires humoristiques.

## Œuvre

### Albums publiés

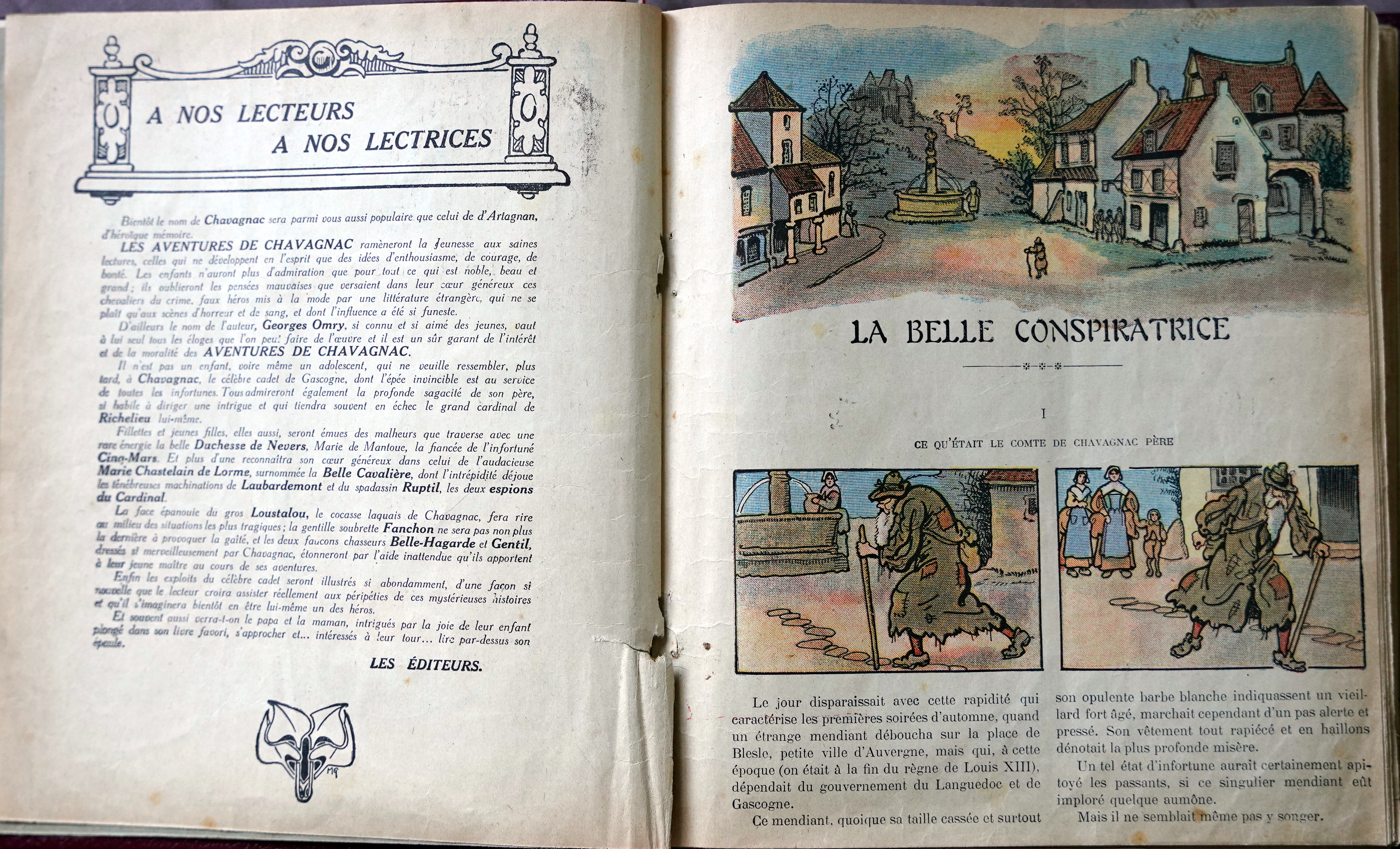
épisode de "la belle conspiratrice".

- La Reine des corsaires, album-roman, Fayard.
- Aventures et exploits du comte de Chavagnac

1. La Belle Conspiratrice
2. Le Roi au masque de velours
3. Le Complot des poignards d'or
4. La Signature fatale
5. L'Araignée rouge

## Galerie

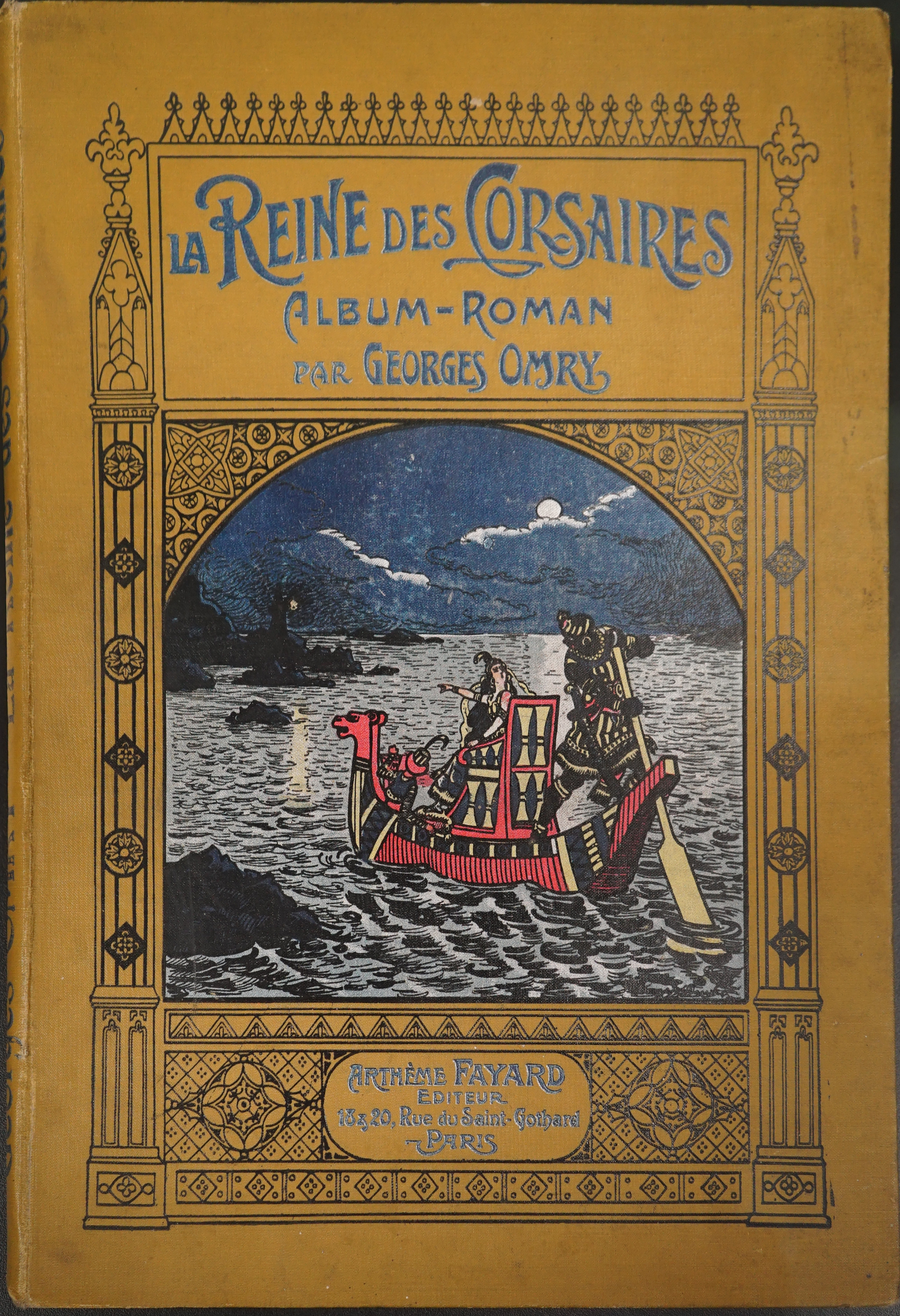
La Reine des corsaires, ouvrage.
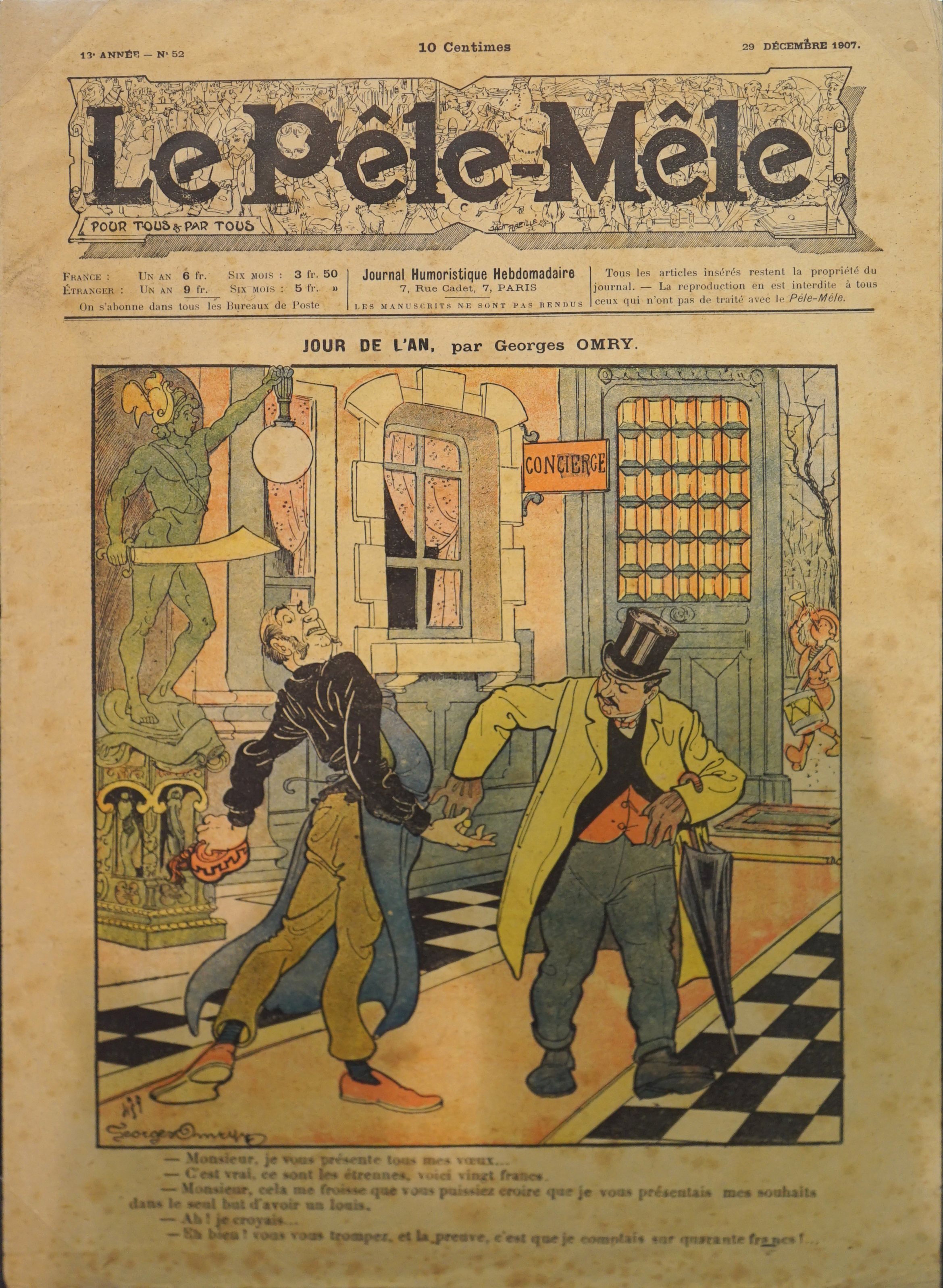
Le Pêle-Mêle, couverture.
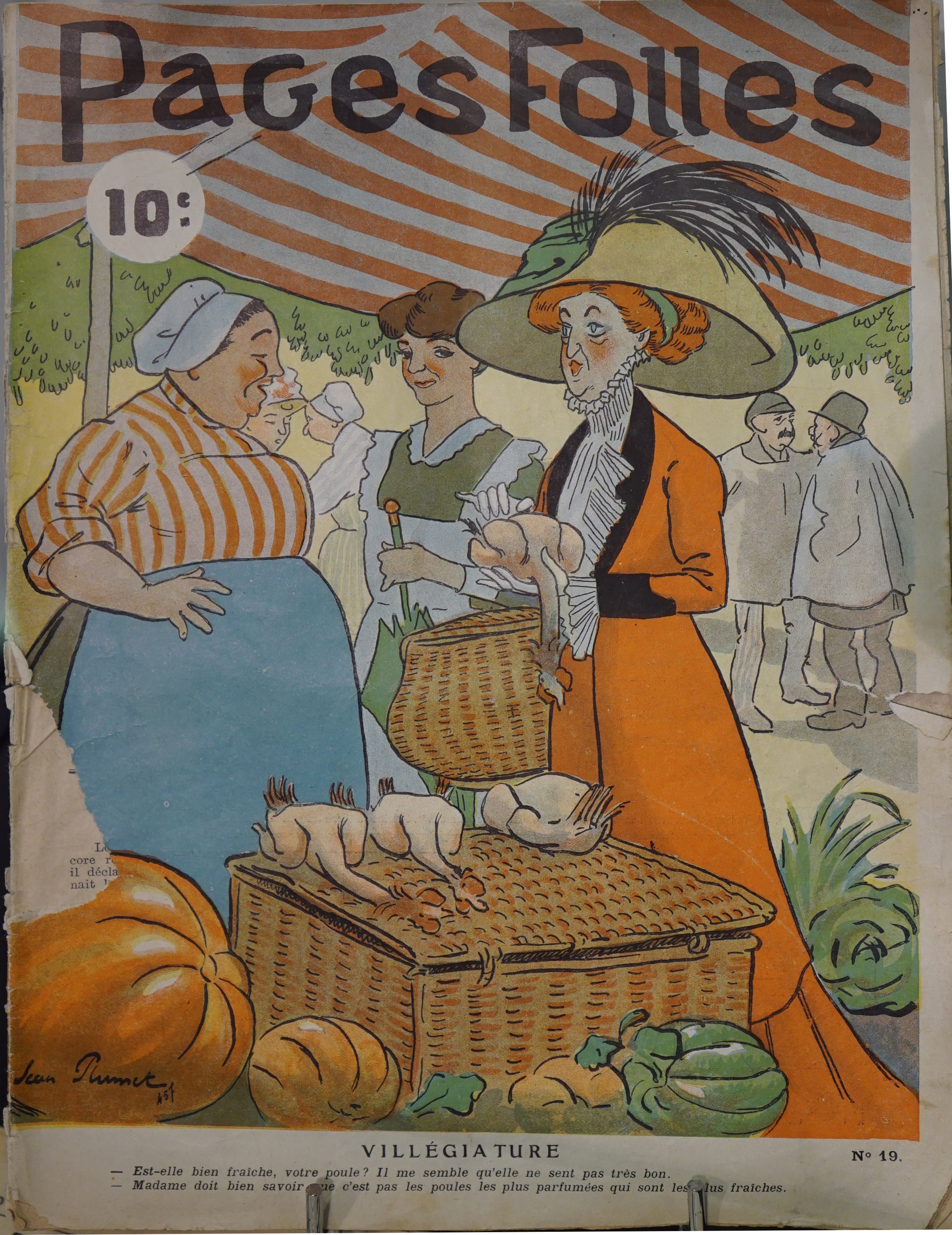
Pages Folles, couverture.
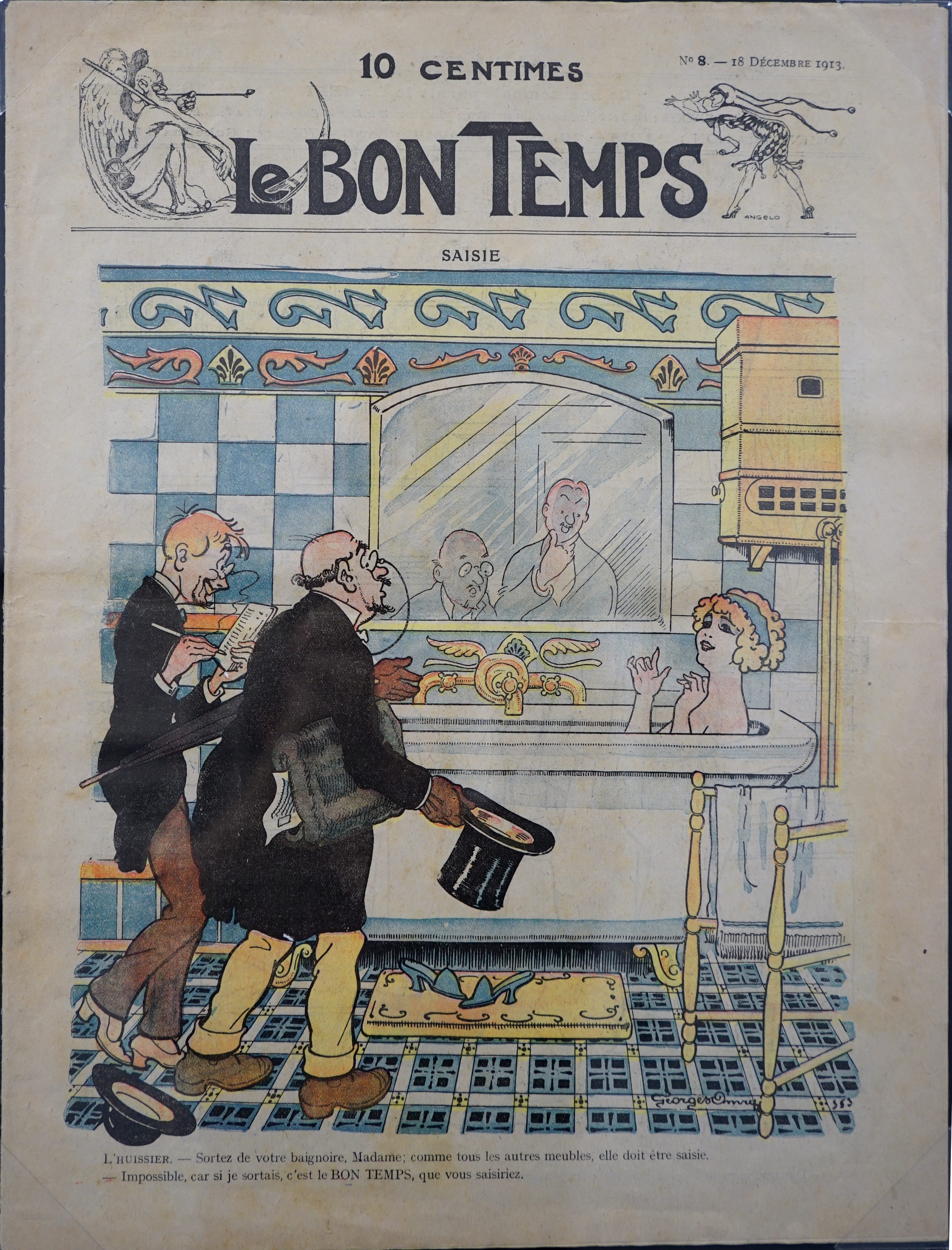
Le Bon Temps, couverture.
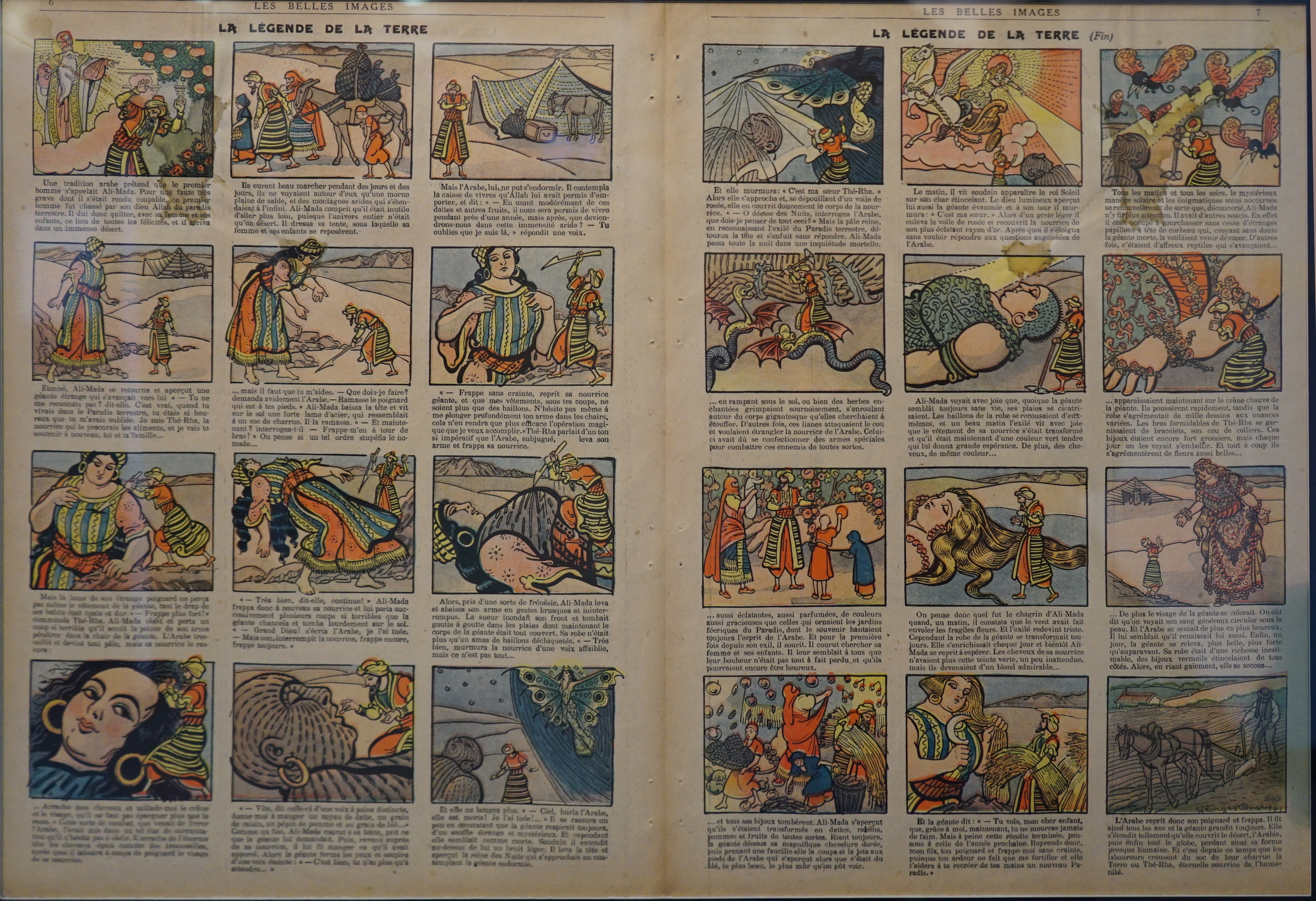
Les Belles Images, planches.
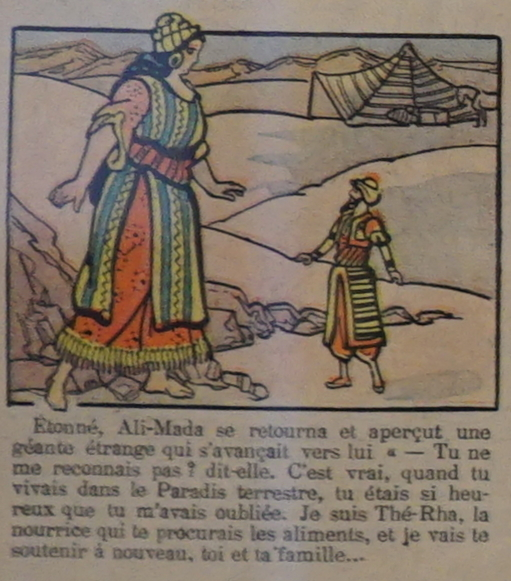
Détail des planches (id.).
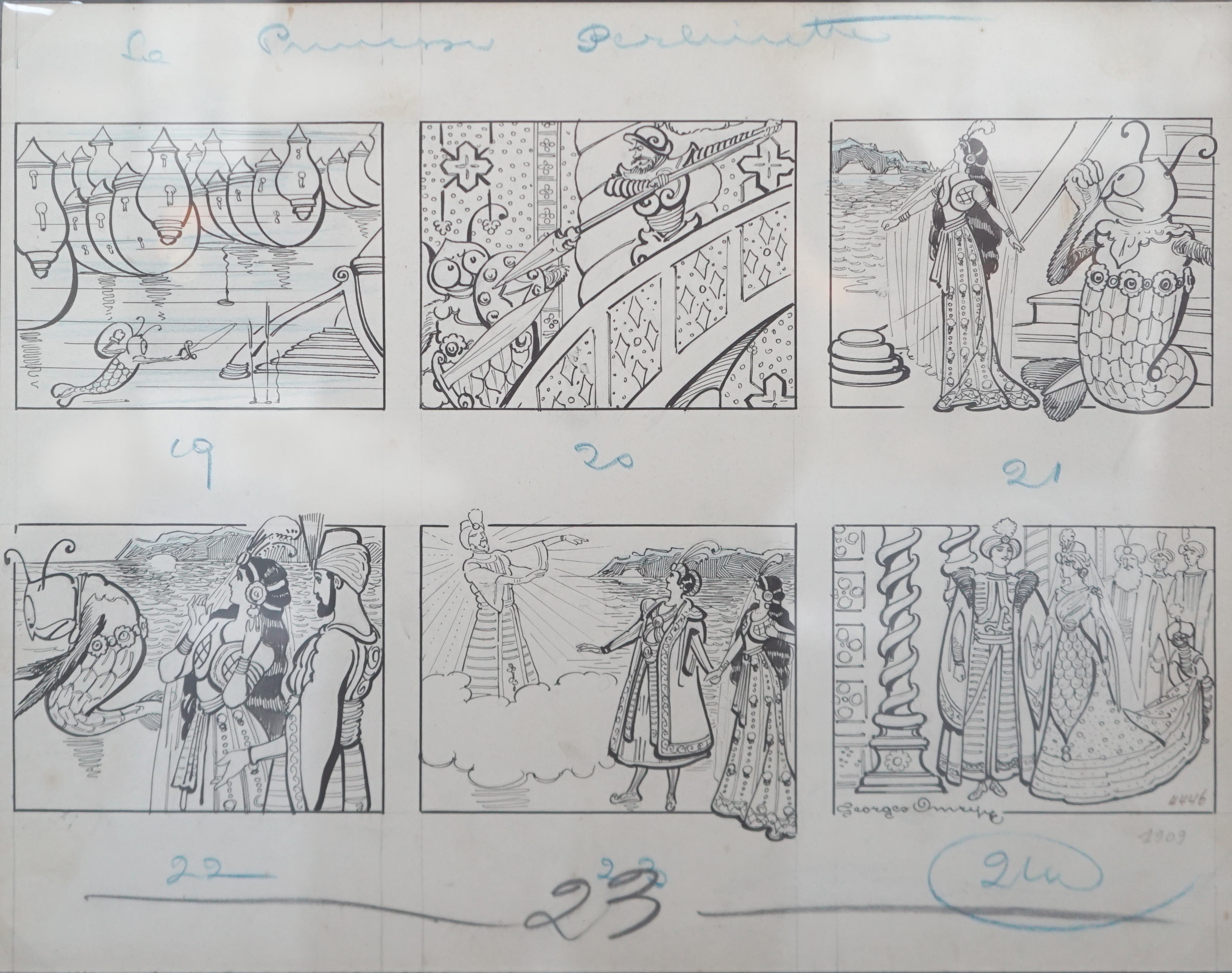
La Princesse Perlinotte, planche originale
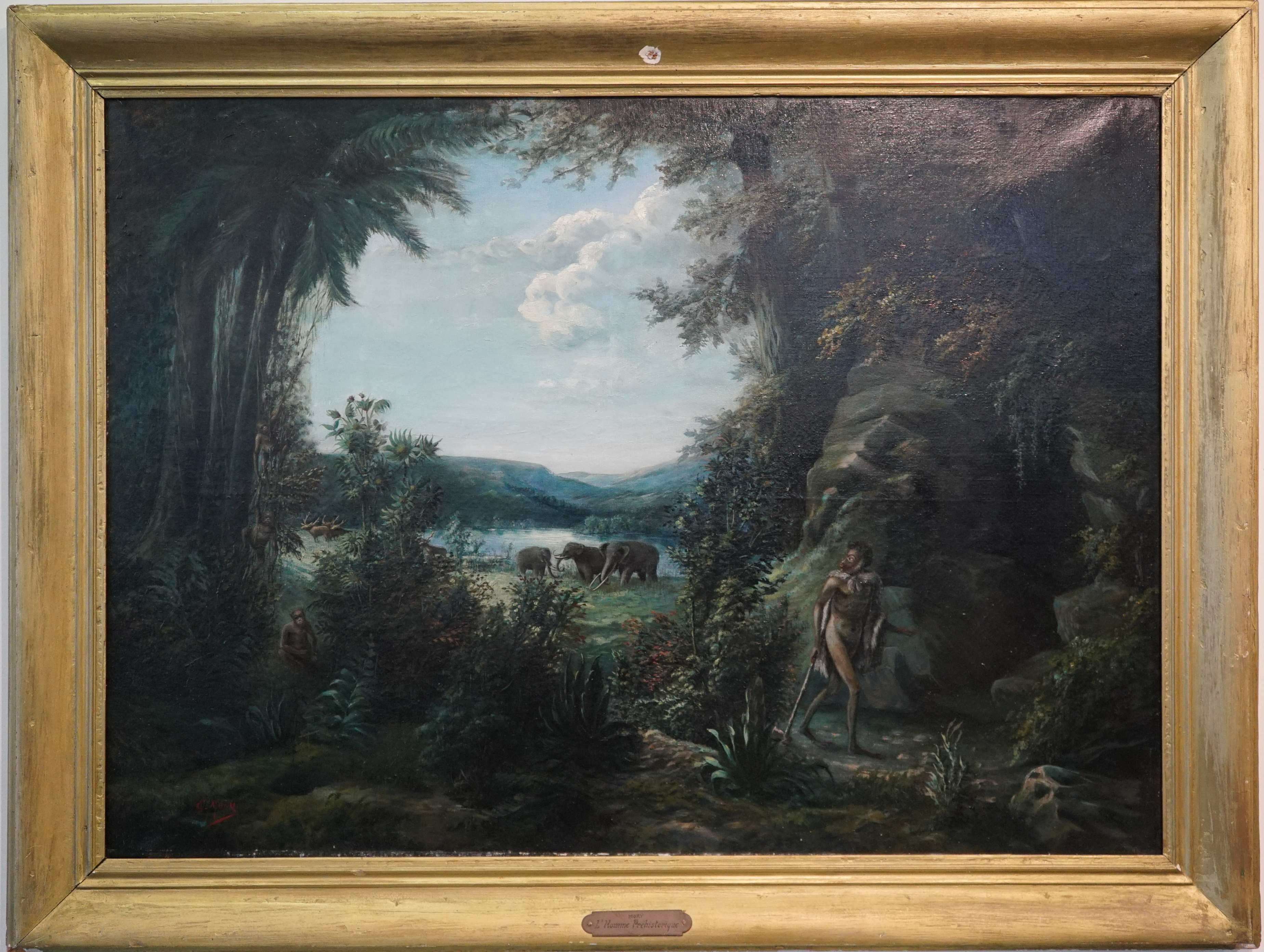
L'Homme préhistorique, peinture.

#### Exposition
- Georges Omry - Fantaisies à la belle époque. Médiathèque Jean-Falala de Reims, du 1er décembre 2015 au 30 janvier 2016.

#### Ouvrages
- Arlette Depierris et Herry Caouissin, À la recherche du merveilleux Georges Omry, École Colbert, 1969 — [PDF] lire en ligne  site IDBE.

#### Articles
- Paul Nollet, « La Jeunesse illustrée et les belles images (II) : Les dessinateurs », Le Collectionneur de bandes dessinées, no 19,‎ décembre 1979, p. 18-19.
- Yves Frémion, Georges Omry, dans Zoo magazine, « La rubrique en trop », no 28, novembre-décembre 2010, p. 62-63.
- Yves Frémion, Georges Omry, 15 ans de carrière intense, dans Papiers Nickelés, no 46, 3e trimestre 2015, couverture et p. 2 à 5.